# تشویر
تشویر یک روستا در ایران است که در استان زنجان واقع شده‌است.زبان اهالی این روستا مانند دیگر قسمت‌های طارم، زبان ترکی آذربایجانی است. روستای تشویر از روستاهای مهم شهرستان طارم است که مابین کوه های قاپلانتی و رودخانه قزل اوزن بر سر راه زنجان به منجیل قرار گرفته است.  درآمد بیشتر مردم روستای تشویر، از طریق فعالیت‌های زراعی، دامداری و باغداری تأمین می‌شود. عمده‌ترین محصولات زراعی این روستا شامل گندم، جو، پنبه، سیب‌زمینی و گوجه‌فرنگی است. همچنین عمده‌ترین محصولات سردرختی و باغی نیز شامل زیتون، انگور و گردو می‌باشد. به دلیل مراتع خوب و گسترده، دامداری در تشویر رونق دارد و برخی از روستاییان نیز در بخش‌های خدماتی و صنایع‌دستی اشتغال دارند. قلعه، تپه و آتشکده تشویر از جمله آثار تاریخی مهم روستا هستند.